# Janikovszky Éva
Janikovszky Éva (született Kucses, később Kispál Éva) (Szeged, 1926. április 23. – Budapest, 2003. július 14.) Kossuth- és József Attila-díjas író, szerkesztő.

## Életpályája
Kucses Éva Etelka Nanetta néven zsidó polgári családban, Kucses Pál műszaki kereskedő és Bartos Júlia Lili gyermekeként született. Apja a nevét később Kispálra magyarosította. Kucses Pál, a katolikus Kucses Károly és Tóth Etelka fia 1924-ben vette feleségül a jómódú, izraelita Bartos Lipót és Schaffer Zsófia lányát, Bartos Júlia Lilit. Az ifjú házaspár elvált, amikor 7 éves volt a kislányuk, Kucses Éva. Anyai nagyapja, Bartos Lipót szegedi könyv-és papírkereskedő volt, jónevű könyvesboltja volt a belvárosi korzón. Nevelőapja Donászy Kálmán, újságíró, költő, akit „kispapának” hívott és naplójában szeretettel említett. Neki köszönheti első irodalmi élményeit. 1939-ben kedvenc íróm kategóriájába Donászy nevét írta 13 évesen.

### Ifjúkora
Középiskolai tanulmányait a szegedi M. Kir. Állami Árpádházi Szent Erzsébet Leánygimnáziumban végezte. 1944–1948 között a Szegedi Tudományegyetemen filozófia, néprajz, magyar és német szakon folytatta tanulmányait. Ezt még kiegészítette 1948–1950 között az Eötvös Loránd Tudományegyetemen filozófia, pszichológia és politikai gazdaságtan szakokkal. 1950-ben tanári oklevelet szerzett.
Már diákkorában részt vett baloldali tüntetéseken, és a kommunista mozgalom szegedi egyetemi szervezői között volt.
Naplója szerint 18 évesen Fábián Ferenc szegedi újságíróba volt szerelmes. 1945-ben, 19 éves korában házasságot kötöttek, amiben szerepet játszhatott a zsidótörvény alóli mentesülés és a deportálás elkerülésének lehetősége is. Anyjával ő megúszta a deportálást, nagyszüleit viszont koncentrációs táborba vitték, ahol végül ők is életben maradtak.
Naplójában ekkoriban a már házas Ortutay Gyulához írt romantikus vonzódásról tanúskodó monológokat, de nem tudni, ez több volt-e plátói szerelemnél.
Egyetemistaként megismerkedett Janikovszky Bélával, az ÁVH szegedi parancsnokával, akivel szerelmi viszonyt folytatott, amikor pedig a férfit Budapestre helyezték, követte őt. 1948 szeptemberében a Szegedi Tudományegyetemet otthagyva Budapesten az ELTE hallgatója lett, ahol 1950-ben szerzett tanári oklevelet. Fábiántól közben elvált.

### Budapesten 1949 után
Pályájának alakulását politikai elkötelezettsége és magánéletének alakulása is befolyásolta. Az 1945 utáni években kifejtett kommunista tevékenységének köszönhetően ekkorra a kommunista párt biztos káderének számított, és már bölcsész egyetemistaként minisztériumi állást kapott: a Vallás- és Közoktatásügyi Minisztériumban kezdett dolgozni 1950-ben, először a Nevelésügyi Főosztályon, majd a Tudományügyi Főosztályon előadó, végül a Tankönyvosztály főelőadója lett, 1953-ig. 1952-ben bizalmi állásban Darvas József miniszter beosztottja volt. 1952 októberében kötött házasságot a még szegedi egyetemistaként, kommunista aktivistaként megismert dr. Janikovszky Bélával, aki házasságkötésükkor az ÁVH magas rangú tisztje (1949-ben az ÁVH tisztjeként a Rajk-perben a kihallgatások és a kínzások egyik vezetője, a Pálffy György és társai, valamint a Sólyom László és társai elleni koncepciós perek egyik irányítója) volt.
1953–1957 között az Ifjúsági (később Móra) Könyvkiadó lektora, majd főszerkesztője lett. Sokáig dolgozott ebben a munkakörben, 1964-től egészen 1987-ig. Eközben a Minerva Kiadó szerkesztői munkakörét is ellátta 1981–82-ben. 1987-ben vonult nyugdíjba, de továbbra is munkatársa, igazgatósági tagja maradt a Móra Ferenc Könyvkiadónak. 1999-től a Hölgyvilág című hetilapban is jelentek meg írásai.
1978-tól, megalakulásától 1995-ig elnöke volt az IBBY (Gyermekkönyvek Nemzetközi Tanácsa) magyar bizottságának. Elnökségi tagja volt az UNICEF Magyar Bizottságának, 1991-től elnöke volt a Staféta Alapítvány kuratóriumának (a hátrányos helyzetű gyerekek továbbtanulásának biztosításáért), 1996-tól elnöke volt az Írószövetség Gyermekirodalmi szakosztályának.

## Írói munkássága

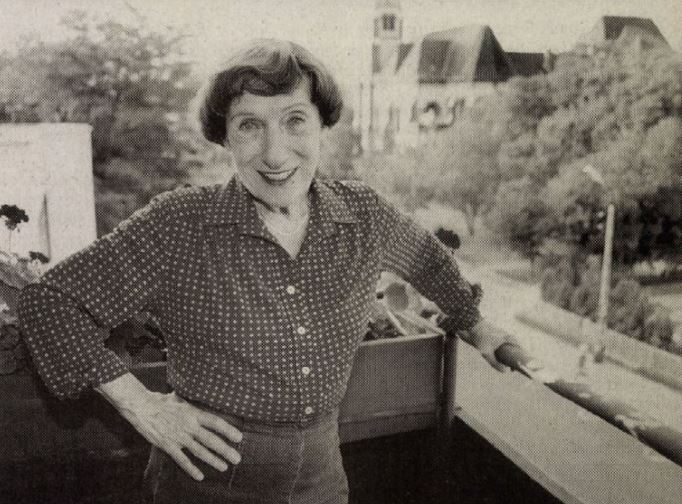
Rendes-Szabó Gabriella felvétele

Gyermekkorában naplót írt, melyben már tetten érhető későbbi gyermekkönyveinek hangja. Első kötetét 1957-ben adták ki; ezt Kispál Évaként jegyezte. A könyvet 32 további követte, amelyek összesen 35 nyelven jelentek meg. Témájuk a felnőtt-gyermek kapcsolat, sajátosan mindennapi élményeivel és konfliktusaival. Írt filmforgatókönyvet, dolgozott hetilapoknak, folyóiratoknak, gyakran szerepelt a televízióban, rádióban. Több könyvéből készült rajzfilm, több gyermekeknek szóló tévéjátékát sugározták.
1960-ban, Szalmaláng című regényén szerepelt először a Janikovszky Éva név. Az évtized végére országszerte ismert lett.
Hangja, ábrázolásmódja, világa összetéveszthetetlen másokéval. Írói világában fontos helyet kap az őszinteség, a barátság, a közösség, a munka, a játék. Még akkor is, ha nem gyerekeknek, hanem felnőtteknek, illetve az idősebbeknek szerez kellemes perceket szavaival.
Kimeríthetetlen témája a felnőtt-gyerek kapcsolat, a mindennapi élet – sajátosan mindennapi élményeivel és konfliktusaival. Nála a lemeznek (vagy ha úgy tetszik, az éremnek) mindig két oldala van, ezért a gyerek és a felnőtt problémáival egyaránt foglalkozik.
Janikovszky Éva szövegei elválaszthatatlanok Réber László rajzaitól. Amíg Janikovszky Éva kevés szóval ír, Réber László egyetlen vonallal rajzol. Ezzel a módszerrel leegyszerűsítik, modellszerűvé teszik a világot, és rengeteg teret hagynak a szabad asszociációnak.

## Magánélete

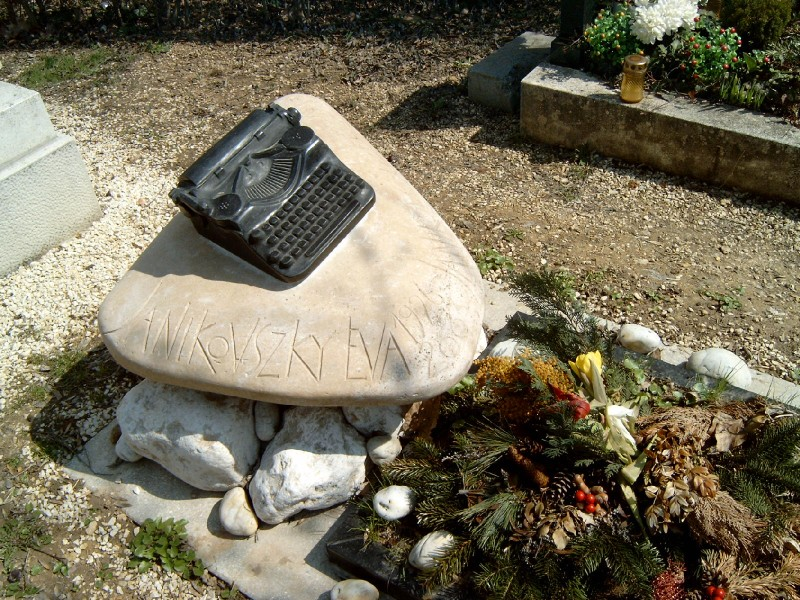
Sírja, Farkasréti temető: 12/1-1-107. Széri-Varga Géza alkotása.

Az 1950-es évektől a Bajza utca lakója volt. 1952 októberében kötött házasságot, férje dr. Janikovszky Béla (eredetileg orvos, majd vezető ÁVH-kihallgatótiszt). Férje nevét csak 1960-ban vette fel, amikor Janikovszky Bélát rövid időre perbe fogták. Tőle 1955-ben született János nevű fia. Férje a II. világháború után az ÁVH orvosezredese volt, majd 1953-ban letartóztatták, szabadulása után az Országos Onkológiai Intézet orvosaként dolgozott. Fia, János a Móra Könyvkiadó Zrt. elnöke.
2003. július 14-én hunyt el, Budapesten. Sírja a Farkasréti temetőben található. Síremlékén is szerepel egyetlen öreg Mercedes-típusú írógépe, amely egész életén át kitartott mellette.

## Művei
1. Kispál Éva: Csip-csup; Móra, Budapest, 1957
2. Szalmaláng. Regény; Móra, Budapest, 1960
3. Aranyeső. Regény; Móra, Budapest, 1962
4. Te is tudod?; szöveg Janikovszky Éva, rajz Réber László; Móra, Budapest, 1963
5. Ha én felnőtt volnék; szöveg Janikovszky Éva, rajz Réber László; Móra, Budapest, 1965
6. Akár hiszed, akár nem; szöveg Janikovszky Éva, rajz Réber László; Móra, Budapest, 1966
7. Jó nekem!; szöveg Janikovszky Éva, rajz Réber László; Móra, Budapest, 1967
8. Felelj szépen, ha kérdeznek!; szöveg Janikovszky Éva, rajz Réber László; Móra, Budapest, 1968
9. Bertalan és Barnabás; szöveg Janikovszky Éva, rajz Réber László; Móra, Budapest, 1969
10. Málnaszörp és szalmaszál; Móra, Budapest, Kiadó, 1970
11. Szalmaláng. Regény; 3. bőv. kiad.; Móra, Budapest, 1970
12. Velem mindig történik valami; szöveg Janikovszky Éva, rajz Réber László; Móra, Budapest, 1972
13. Kire ütött ez a gyerek?; szöveg Janikovszky Éva, rajz Réber László; Móra, Budapest, 1974
14. Már óvodás vagyok; Móra, Budapest, 1975
15. A nagy zuhé; Móra, Budapest, 1976
16. A lemez két oldala; Kossuth–MNOT, Budapest, 1978
17. Már megint; szöveg Janikovszky Éva, rajz Réber László; Móra, Budapest, 1978
18. Már óvodás vagyok; szöveg Janikovszky Éva, rajz Réber László; 2. bőv. átdolg. kiad.; Móra, Budapest, 1979
19. Az úgy volt; Móra, Budapest, 1980
20. Már iskolás vagyok; MNOT–Kossuth, Budapest, 1983
21. Örülj, hogy lány!; Minerva, Budapest, 1983
22. Örülj, hogy fiú!; Minerva, Budapest, 1983
23. A hét bőr; ILK, Budapest, 1985
24. My own Budapest. Guide; ill. Sajdik Ferenc, fotó Bécsy László et al., angolra ford. Szász Erzsébet; Móra, Budapest, 1992 (ifjúsági útikönyv)
25. Már iskolás vagyok. Gyakorlatok és játékok 6-8 éveseknek; Pesti Szalon, Budapest, 1996
26. Felnőtteknek írtam; Móra, Budapest, 1997
27. Mosolyogni tessék!; Móra, Budapest, 1998
28. Cvikkedli; Móra, Budapest, 1999 (Zsiráf könyvek)
29. Égigérő fű; Móra, Budapest, 2000
30. Ájlávjú; Móra, Budapest, 2000
31. De szép ez az élet!; Móra, Budapest, 2001
32. Ráadás; Móra, Budapest, 2002
33. A tükör előtt. Egy kamasz monológja; Móra, Budapest, 2015
34. Zoli tortája; Móra, Budapest, 2016
35. Naplóm, 1938–1944; sajtó alá rend. Dési János, szerk. Dóka Péter, előszó Janikovszky János; Móra, Budapest, 2020
36. Naplóm, 1938–1944; sajtó alá rend. Dési János, szerk. Dóka Péter, előszó Janikovszky János; bőv. kiad.; Móra, Budapest, 2021
37. Van egy jó hírem!; Móra, Budapest, 2021

### Hangoskönyvben megjelent művei
- Az égig érő fű – A Málnaszörp és szalmaszál című gyermekregény felhasználásával készült film (rendezte: Palásthy György) alapján
- Mosolyogni tessék! – Kire ütött ez a gyerek?
- Felnőtteknek írtam
- A lemez két oldala
- Már megint
- Aranyeső (2006), előadó: Szoboszlai Éva

## Díjak, elismerések
- 1973 Deutscher Jugendbuchpreis: német nyelvterületen a Ha én felnőtt volnék c. műve lett az Év Gyerekkönyve
- 1977 József Attila-díj
- 1979 Ifjúsági díj
- 1979 Állami Ifjúsági Díj
- 1985 SZOT-díj
- 1986 Gyermekekért díj
- 1988 Mosolyrend Lovagjává választják (Lengyelország)
- 1990 Greve-díj
- 1993 Budapestért díj
- 1994 Magyar Alkotóművészek Országos Egyesületének gyermekirodalmi díja
- 1996 A Magyar Köztársasági Érdemrend tisztikeresztje
- 2001 Móra-díj
- 2002 A Magyar Köztársasági Érdemrend középkeresztje
- 2002 Szent Imre-díj
- 2003 Kossuth-díj

## Emlékezete
Szegedi szülőházán 2009. április 20-án, budapesti, Bajza utcai lakóházán 2009. november 4-én avattak emléktáblát. Több oktatási intézmény is viseli/viselte nevét: Szülővárosában, Szegeden, a Janikovszky Éva Általános Iskola, illetve a Janikovszky Éva Leánykollégium, Budapesten, 2003–2011 között (Janikovszky Éva Általános Iskola és Gimnázium) a VII. kerületben, valamint jelenleg is (Kőbányai Janikovszky Éva Magyar–Angol Két Tanítási Nyelvű Általános Iskola) a X. kerületben. Az ő nevét viseli Kozármisleny általános iskolája is.
Rácz Zsuzsa Nesze neked, Terézanyu! című regényében Kéki Kata a kaliforniai Big Sur mozgókönyvtárában a Velem mindig történik valami és Örkény egyperceseinek angol fordítását olvasgatja, mielőtt eldönti, hogy hazatér Indiánhoz Magyarországra.
Emlékezetét őrzi a Janikovszky Éva-díj is.
Janikovszky Éváról nevezte el a Dob utca 37. telken kialakított parkot Erzsébetváros képviselőtestülete a 2022 novemberében megtartott ülésén. A Dob utcai telken egykor a Topits József fia gőztésztagyár helyezkedett el, amely 1867-től 1930-ig ott üzemelt.

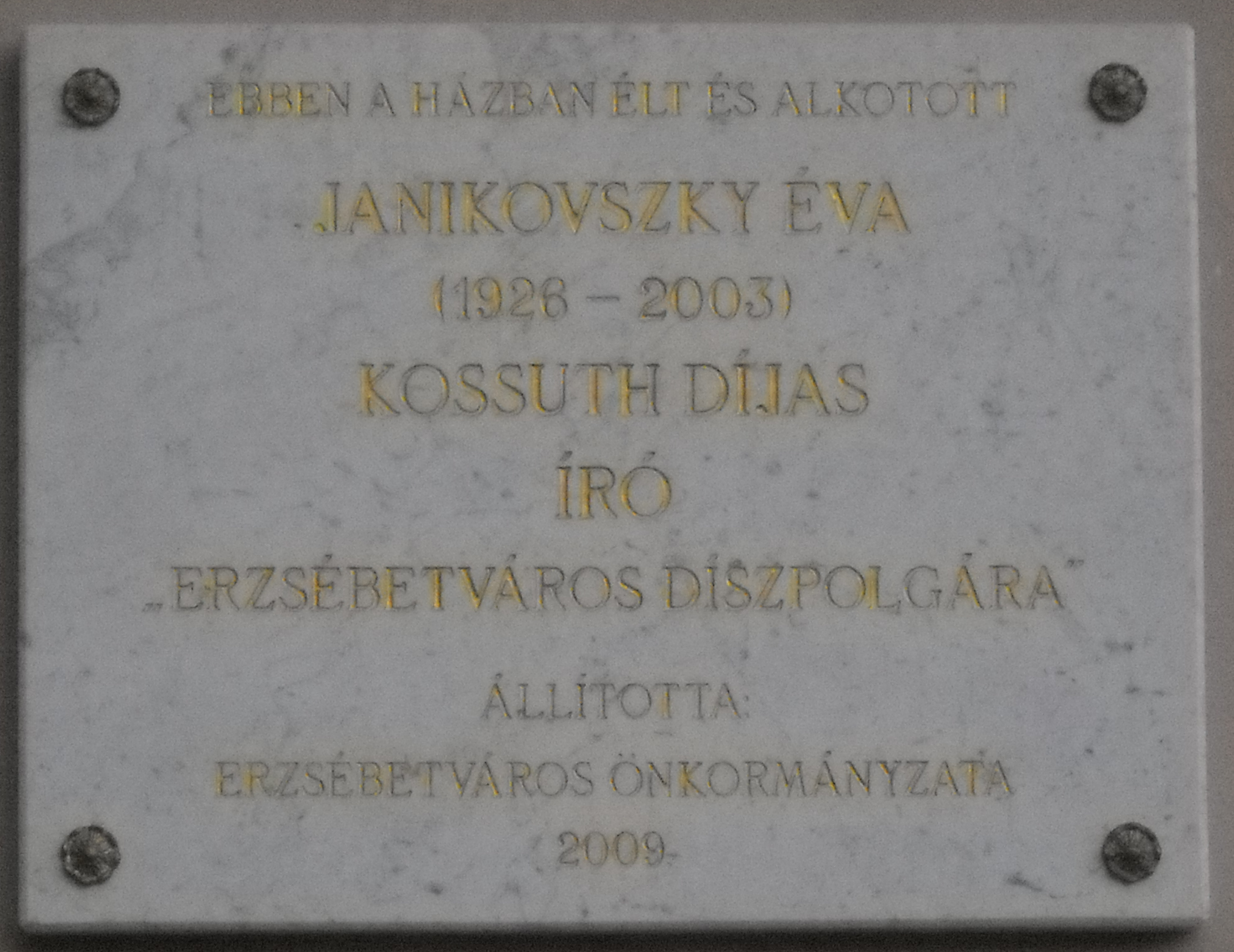
A budapesti Bajza utca 8. szám alatti emléktábla
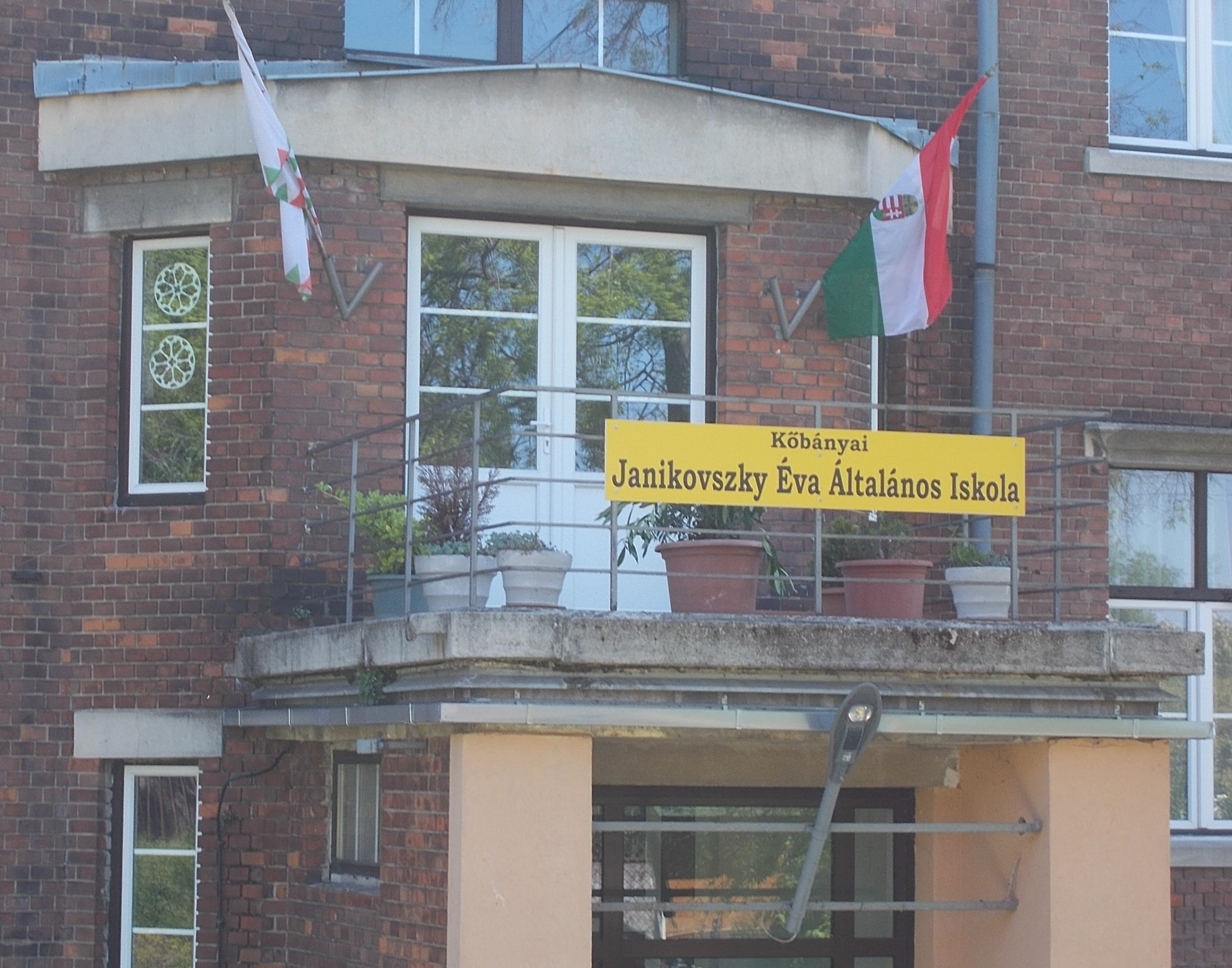
A Kőbányai Janikovszky Éva Magyar–Angol Két Tanítási Nyelvű Általános Iskola